# کاستا وویجر
کاستا وویجر (به انگلیسی: Costa Voyager) یک کشتی است که طول آن ۱۸۰٫۷ متر (۵۹۳ فوت) می‌باشد. این کشتی در سال ۱۹۹۹ ساخته شد.